# 둘록세틴
둘록세틴(Duloxetine)은 미국 일라이 릴리 앤드 컴퍼니가 개발하여, 심발타(Cymbalta) 등의 상품명으로 널리 알려진 장용성 항우울제이다.

## 적응증
- 주요 우울증
- 범불안 장애
- 당뇨병성 말초 신경성 통증
- 섬유 근육통
- 비스테로이드성 소염진통제(NSAIDs)에 반응이 적절치 않은 골관절염 통증

## 부작용

### 세로토닌 증후군
SNRI(세로토닌-노르에피네프린 재흡수 억제제) 제제인 둘록세틴은 벤라팍신과 마찬가지로, 잠재적으로 생명을 위협하는 세로토닌 증후군을 유발할 수 있다. 이는 중추 신경계와의 상호작용에 의해 일어나며, 정신상태변화(예, 초조, 환각, 섬망, 혼수), 자율 신경 불안증(예, 빈맥, 불안정한 혈압, 어지럼, 발한, 홍조, 고열), 신경근증상(떨림, 경축, 간대성 근경련, 반사항진, 조화운동장애), 발작 및 소화 기관 증상(예, 구역, 구토, 설사)를 포함할 수 있다.

## 종류
위산에 의한 불활성화 및 위장 장애를 줄이기 위해, 대부분 장용성 제형으로 처방되고 있으므로, 물질 및 용도 특허 만료 이후, 국내 업체인 명인제약의 '드록틴캡슐'을 비롯해서, 환인제약의 '듀로셉톨캡슐'이라는 제네릭 의약품으로 2014년에 출시한 바 있다.